# Robert S. Langer
Pour les articles homonymes, voir Langer.
Robert Samuel Langer, Jr. (né le 29 août 1948 à Albany) est un biotechnologiste, ingénieur, entrepreneur, inventeur et universitaire américain.

## Biographie
Chercheur largement reconnu et cité en biotechnologie, en particulier dans les domaines des systèmes d'administration de médicaments (en) et en ingénierie tissulaire, ses publications ont été cités environ 200 000 fois ce qui en fait, selon Google Scholar, l'une des dix personnes les plus citées dans l'histoire.
Langer, Armon Sharei et Klavs Jensen ont été les fondateurs de SQZ Biotech,. Le trio, avec Andrea Adamo, a développé la méthode de compression cellulaire (en) . Il permet la livraison de molécules dans les cellules par une légère compression de la membrane cellulaire. Il s'agit d'une plate-forme microfluidique sans vecteur à haut débit pour l'administration intracellulaire. Il élimine la possibilité de toxicité ou d'effets hors cible car il ne repose pas sur des matériaux exogènes ou des champs électriques.

## Distinctions
Il est le récipiendaire de nombreux prix dont le prix de l'inventeur européen 2016 décerné aux projets non-européens.

### Prix
- 1996 : Prix Gairdner
- 1998 : Prix Lemelson[6]
- 2002 : Prix Charles Stark Draper[7]
- 2003 : Médaille John Fritz (en)[8]
- 2003 : Prix Dickson dans la catégorie Science
- 2004 : Prix Kettering (en)
- 2004 : Heinz Award dans la catégorie Technologie, économie et emploi
- 2005 : Von Hippel Award (de)
- 2005 : Albany Medical Center Prize
- 2005 : Prix Dan David dans la catégorie Futur – Sciences des matériaux
- 2006 : National Medal of Science
- 2008 : Prix Millennium Technology[9]
- 2008 : Prix Princesse des Asturies dans la catégorie Recherche scientifique et technique
- 2008 : Prix de recherche Max-Planck[10]
- 2011 : National Medal of Technology and Innovation
- 2011 : Prix Alpert de la Warren Alpert Foundation[11]
- 2012 : Médaille Priestley[12]
- 2012 : Médaille Wilhelm Exner [13]
- 2012 : Médaille Perkin[14]
- 2013 : Prix Wolf de chimie
- 2013 : Médaille IRI
- 2014 : Prix de Kyoto en technologie avancée (en) dans la catégorie Biotechnologie et technologie médicale[15]
- 2014 : Breakthrough Prize in Life Sciences[16]
- 2014 : Biotechnology Heritage Award (en)[17]
- 2015 : Queen Elizabeth Prize for Engineering Le prix a été remis par la reine Élisabeth II[18]
- 2015 : Scheele Award (en)
- 2015 : Médaille Hoover[19]
- 2016 : Franklin Institute Awards en science de la nature
- 2022 : Prix Balzan pour dans la catégorie biomatériaux pour la nanomédecine et l’ingénierie tissulaire
- 2024 : Prix Kavli pour les nanosciences, conjointement avec Chad Mirkin et Paul Alivisatos [20].

### Sociétés savantes
- Membre de l'Académie nationale des sciences
- Membre de l'Académie américaine des arts et des sciences
- Membre de l'Académie nationale de médecine des États-Unis
- Membre de l'Académie nationale d'ingénierie des États-Unis
- Fellow de la Biomedical Engineering Society (en)
- Fellow de la American Institute for Medical and Biological Engineering (en)

### Honneurs
- Inscrit au National Inventors Hall of Fame

Il a obtenu plusieurs Doctorat honoris causa :
- Université d'Uppsala ( Suède)
- Université hébraïque de Jérusalem ( Israël)
- Technion ( Israël)
- Université catholique de Louvain ( Belgique)
- École polytechnique fédérale de Zurich ( Suisse)
- Université Harvard ( États-Unis, 2009)[21]
- Institut Karolinska ( Suède, 2016)[22]